# 사이타이 유타
사이타이 유타(일본어: 西袋 裕太, 1994년 9월 6일~)는 일본의 축구 선수이다.

## 구단 경력
그는 2017년 일본 지역 리그의 요코하마 다케루 FC에 입단했다. 2018년부터 2020년까지 본즈 이치하라에서 뛰었다. 2021년 브리오베카 우라야스로 이적했다. 2023년부터 일본 풋볼 리그로 승격했다. 2024년 J3리그의 FC 이마바리로 이적했다. 2024년 J3리그 준우승으로 J2리그로 승격했다.